# Mercyful Fate
Mercyful Fate é uma banda de heavy metal formada na cidade de Copenhague, Dinamarca, em 1981, durante a nova onda do metal britânico. Inicialmente composta pelo vocalista King Diamond, os guitarristas Hank Shermann e Michael Denner, o baixista Timi Hansen e o baterista Kim Ruzz, é citada entre as principais influências do black metal, thrash metal, power metal e metal progressivo. As músicas são caracterizadas por estruturas complexas, virtuose nas guitarras e falsetes altíssimos executados pelo vocalista King Diamond.
Os dois primeiros álbuns da banda, Melissa (1983) e Don't Break the Oath  (1984), fazem parte dos pilares da primeira onda do black metal, e foram eleitos pelo site Metal-Rules como os dois maiores álbuns de metal extremo de todos os tempos.  O vocalista do grupo, King Diamond, além de se destacar por seu canto bem marcante, ainda usava uma pintura facial (corpse paint) que impunha um clima sombrio e aterrador em suas apresentações: o uso desse artifício inspirou vários músicos da cena do black metal norueguês dos anos 90, culminando por tornar-se uma característica do gênero.
Após o lançamento do álbum Don't Break the Oath, em 1984, a banda  dissolveu-se devido a divergências musicais dos integrantes. A banda retornou com o lançamento do álbum In the Shadows, em 1993, mas após o disco 9 (1999) a banda entrou em hiato por tempo indefinido. Depois do fim do Mercyful Fate, King Diamond dedica-se à sua carreira solo até hoje. Recentemente,  os guitarristas Shermann e Denner trabalharam juntos nos grupos Force of Evil e Denner/Shermann.

## História

### Formação e primeiras gravações (1980-1985)
Em 1980, o vocalista King Diamond montou a banda de punk-metal Brats. Nessa banda havia três músicos que viriam a formar o Mercyful Fate: os guitarristas Hank Shermann e Michael Denner e o baixista Timi Hansen. A Brats acabou após poucos shows e os integrantes dividiram-se em dois pares: King e Shermann foram em uma direção para formar um novo projeto, enquanto Denner e Hansen formaram a Danger Zone.
Quando a Danger Zone solicitou ajuda de King para gravar sua demo, estariam selando o reencontro dos quatro ex companheiros e, com a integração do baterista Kim Ruzz, a banda Mercyful Fate estaria oficialmente formada.
A banda imediatamente entrou em estúdio para gravar duas demos que incluíam as faixas "Walking Back to Hell", "Running Free", "Black Masses" e "Hard Rocker" na primeira, e "Curse of The Pharaohs", "Return of the Vampire", "A Corpse Without Soul" e "Burning lhe Cross" na segunda. As demos receberam uma significativa atenção do público e da crítica.
O som do grupo logo se tornou conhecido entre os fãs de heavy metal, com letras que exploravam temas sombrios e satânicos. King Diamond adotou o visual macabro, pintando seu rosto como uma máscara demoníaca, inspirado em uma performance de Alice Cooper de 1975.
Com contrato assinado com a gravadora inglesa Ebony Records, o grupo gravou duas faixas em 1982: "Walking Back To Hell", que nunca foi lançada, e "Black Funeral", que foi incluída na coletânea Metallic Storm. Com isso, a banda ganhou um selo alemão chamado Rave-On, o que  rendeu a oportunidade gravar um disco.
O próximo passo foi a gravação do primeiro mini-álbum, pela Rave-On Records, trazendo as faixas "Devil Eyes", "Nuns Have No Fun", "Doomed By The Living Dead" e "A Corpse Without Soul", que apesar de ter sido lançado sem título, é chamado pelos fãs de "Nuns Have No Fun".
Em 1983, a banda lançou seu primeiro álbum, "Melissa" (nome de uma caveira usada pela banda nos shows e roubada por um fã durante uma turnê em Amsterdã), pela Roadrunner Records, considerado pelos fãs como um dos mais importantes lançamentos do gênero. Os vocais selvagens e estridentes de Diamond e as harmonias desenhadas pelas guitarras gêmeas de Shermann e Denner causaram um grande alvoroço no underground musical, catalisando as atenções do público e crítica locais.
A notoriedade internacional teve início com o lançamento do segundo álbum, "Don't Break the Oath", em 1984. Este disco serviu ainda mais popularidade ao grupo, e é considerado um dos álbuns mais influentes do metal extremo. A partir daí, durante uma turnê americana, começaram a surgir os desentendimentos entre King e Shermann relativos a direcionamento musical.
O desgaste entre esses integrantes agravou-se na época em que participavam do Christmas Metal Meetings, na Alemanha, resultando no fim do Mercyful Fate.

### Banda solo de Diamond e reunião (1985-1992)

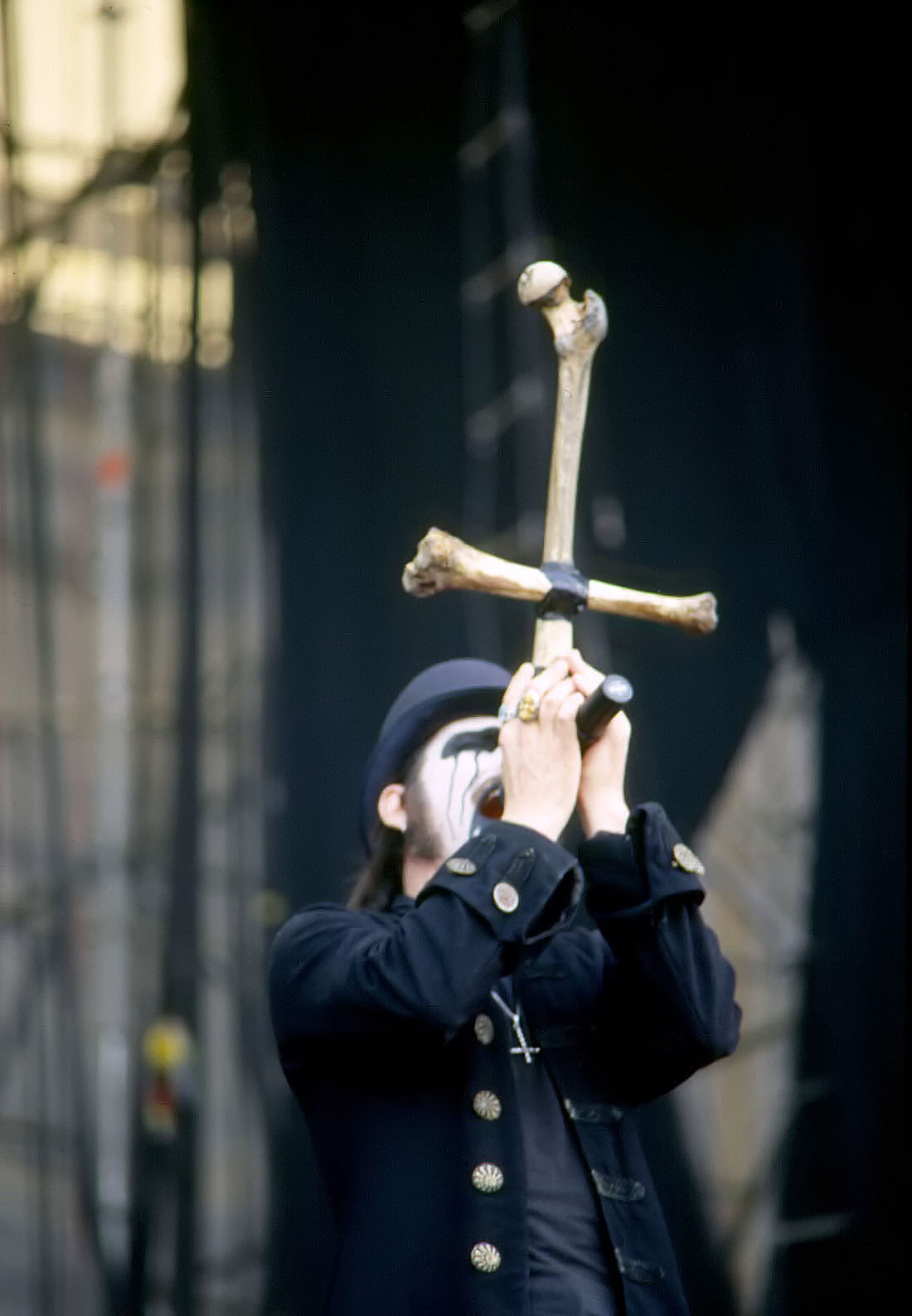
King Diamond com o Mercyful Fate, em Milão (2006)

Em 1985, King Diamond formou uma banda com seu nome, ao lado dos ex-integrantes do Mercyful, Michael Denner e Timi Hansen, além do baterista Mikkey Dee e do guitarrista Andy LaRocque.
Em 1987, a Roadrunner lançou o disco "The Beginning", contendo as quatro músicas do mini-álbum remasterizadas, três faixas gravadas em um programa da BBC, além de um bônus ("Black Masses").
A banda solo de Diamond  divulgou o single "No Presents For Christmas", com apenas duas músicas: a faixa-título e "Charon".
Em seguida, foi lançado o álbum "Fatal Portrait" (1986), atraindo fãs do Mercyful. Porém, foi o trabalho seguinte, "Abigail", de 1987, que o grupo  conquistou, definitivamente, a admiração e o respeito dos fãs da ex-banda de Diamond. Esse álbum lançou o primeiro sucesso comercial do grupo: "The Family Ghost", entrando para o Top 100 Billboard.
Dando sequencia, veio o disco "Them", puxado pela faixa "Welcome Home" - época em que entrou o guitarrista Pete Blakk e o baixista Hal Patino - e o disco "Conspiracy", em 89, com destaque para as músicas "At The Graves", "A Visit From The Dead" e "Sleepless Nights".
O baterista Snowy Shaw, que já havia colaborado ocasionalmente com o grupo, estreou em definitivo na turnê americana para o lançamento do álbum "Conspiracy" no lugar de Mikkey Dee. Finalmente, em 1990, a banda de Diamond lançou "The Eye", consolidando o vocalista como principal compositor, com eventuais colaborações de Andy LaRocque.
Em 1992, surge a notícia que King estava tentando reunir o Mercyful Fate. Enquanto isso, foi lançado o álbum "Return of the Vampire", com uma coletânea de canções de fitas demo, além de algumas músicas regravadas.

### Segunda fase (1993-1999)
Em 1993, Diamond, Shermann, Denner e Hansen voltaram a reunir-se para reformar Mercyful Fate (o baterista Morten Nielsen substituiu Ruzz), assinando contrato com a gravadora Metal Blade Records, devido problemas com a Roadrunner. O primeiro álbum após a reunião foi In the Shadows, publicado em 22 de junho de 1993 pela gravadora Metal Blade. O disco com a participação do baterista do Metallica Lars Ulrich na canção "Return of the Vampire". Nielsen e Hansen abandonaram o grupo antes da tour promocional; o primeiro por uma lesão que sofrera no joelho, e o segundo porque não queria fazer shows.  Seus substitutos foram os membros de King Diamond; Snowy Shaw na bateria e Sharlee D'Angelo no baixo. Em 27 de junho de 1994, a banda lançou o EP The Bell Witch que continha faixas ao vivo e duas novas canções.
Em 25 de outubro de 1994, Mercyful Fate publicou o álbum Time, gravado e mixado nos estúdios Dallas Sound Lab (Estados Unidos) entre maio e agosto de 1994. Após o lançamento Bjarne T. Holm entrou no lugar de Shaw como baterista. Holm havia recebido a proposta de  unir-se ao grupo em 1981, mas não aceitou devido a outros compromissos.
Em 1995, Diamond lançava pela sua banda solo o álbum "The Spider's Lullabye", marcando uma reformulação na banda; o vocalista decidiu que as duas bandas continuariam a existir e fazer shows paralelamente.
Entre janeiro e fevereiro de 1996, Mercyful Fate gravou o álbum Into the Unknown, que seria lançado em 20 de agosto do mesmo ano. Depois de seu lançamento, o guitarrista Mike Wead ingressou no grupo para substituir Denner. Into the Unknown foi um de seus poucos trabalhos a entrar em paradas musicais; chegou à posição 31 na Finlândia.  Com esse álbum é realizada a 1ª turnê das duas bandas em conjunto.
Em outubro de 1997, Mercyful Fate começou a gravação de Dead Again, nos estúdios Nomad Recording em Carrolton, Texas. O álbum foi publicado em 9 de junho de 1998. Em fevereiro de 1999, iniciaram a gravação de seu último trabalho de estúdio, intitulado simplesmente 9 e lançado em  15 de maio do mesmo ano.

### Hiato (1999-2019)
Depois de realizar a tour promocional de 9, o Mercyful Fate começou um hiato que durou 20 anos. King Diamond se centrou em seu projeto homonimo junto ao guitarrista Mike Wead, que entrou no grupo do vocalista durante os concertos do álbum House of God. King Diamond receberia uma nomeação Grammy pela canção "Never Ending Hill".  Por sua vez, Hank Shermann e Bjarne T. Holm voltara a reunir-se com Michael Denner para formar o Force of Evil no meio da década de 2000, ainda que o baixista Sharlee D'Angelo tivesse ingressado à banda sueca Arch Enemy. Em uma entrevista em 2008, Diamond revelou que Mercyful Fate "está em processo de hibernação". Em agosto do mesmo ano, Lars Ulrich solicitou ao vocalista que participasse do jogo eletrônico Guitar Hero: Metallica e que deixasse cópias originais de duas canções do grupo, no entanto, não era possível encontrá-las; Diamond, Shermann, Denner, Hansen e Holm se juntaram para regravar as músicas "Evil" e "Curse of the Pharaohs". O vocalista apareceu no jogo como um personagem jogável.
Em 7 de dezembro de 2011, na ocasião de um concerto pelo trigésimo aniversário da formação do Metallica, Shermann, Diamond, Hansen e Denner interpretaram um medley de canções do Mercyful Fate junto aos membros de Metallica.

### Reunião (2019-presente)
No dia 1º de Agosto de 2019, King Diamond anunciou por meio de suas redes sociais que a banda retornaria para uma série de shows de quantidade indefinidas, que acontecerão em 2020 na Europa.
A formação da banda seria a mesma do álbum ''9'' com exceção do Baixista Timi ''Grabber'' Hansen o qual não atenderá a reunião devido a uma batalha conta o câncer. Ele será substituído pelo baixista Joey Vera. (Sharlee D'Angelo não poderá assumir devido sua agenda com o Arch Enemy)
No dia  4 de novembro de 2019, Timi Hansen sucumbiu ao câncer e faleceu. A notícia foi dada por meio de seu filho em uma rede social, e em seguida, confirmada por King Diamond. Timi esperava assumir novamente seu posto no Mercyful Fate.
Neste mesmo dia em uma apresentação, King Diamond tocou a faixa '' Black Horsemen'' em homenagem a Timi.

## Estilo e influência
Mercyful Fate fez parte da primeira onda do black metal, junto a grupos como Venom, Bathory e Hellhammer. Estas bandas estabeleceram as bases do que os futuros artistas desenvolveriam e chamariam de black metal. A diferença entre as outras bandas mencionadas, é que o Mercyful Fate era influenciado por rock progressivo, hard rock dos anos 70 e o heavy metal tradicional. Suas letras abordavam temas como satanismo e ocultismo, e King Diamond foi um dos pioneiros na utilizaram do corpse paint.
Vários músicos já citaram o Mercyful Fate como influência. Kerry King, guitarrista do quarteto de  thrash metal Slayer, declarou que tanto ele como seu companheiro de banda Jeff Hanneman, escutavam com frequência a banda dinamarquesa na época de gravação do álbum Hell Awaits. Metallica gravou um medley de canções de Mercyful Fate para seu álbum de covers Garage Inc.; desde então, Metallica interpretou a canção em várias ocasiões junto a membros do grupo europeu. Outras bandas como Emperor, Voivod, Soilwork e Six Feet Under já regravaram algumas de suas canções, e assim foram produzidos vários discos tributo ao Mercyful Fate, como Curse Of The Demon - A Tribute To Mercyful Fate (2000) e Mercyful Fate Tribute (1997).

## Integrantes
Formação Atual
- King Diamond — Vocal  (1981-1985, 1993-1999, 2009, 2019-presente)
- Hank Shermann — Guitarra (1981-1985, 1993-1999, 2009, 2019-presente)
- Mike Wead — Guitarra (1996-1999, 2019-presente)
- Joey Vera — Baixo (2019-presente)
- Bjarne T. Holm — Bateria (1994-1999, 2009, 2019-presente)

Antigos membros
- Timi "Grabber" Hansen — baixo (1981-1985, 1993-1994, 2009)
- Michael Denner — guitarra (1981-1985, 1993-1996, 2009)
- Kim Ruzz — bateria (1981-1985)
- Carsten Van Der Volsing — guitarra (1981)
- Benny Petersen — guitarra (1981)
- Jan Musen — bateria (1981)
- Old Nick Smith — bateria (1981)
- Ole Frausing — bateria (1981)
- Morten Nielsen — bateria (1993)
- Snowy Shaw — bateria (1993-1994)
- Sharlee D'Angelo — Baixo (1994-1999)

Linha do tempo

## Discografia
- Mercyful Fate  (1982)
- Melissa  (1983)
- Don't Break the Oath  (1984)
- Return of the Vampire  (1992)
- In the Shadows  (1993)
- Time  (1994)
- Into the Unknown  (1996)
- Dead Again  (1998)
- 9  (1999)

## Vídeo-clipes
- "The Uninvited Guest"
- "Egypt"
- "The Witches Dance"
- "Nightmare Be Thy Name"
- "The Night"
- "The Bell Witch"